# Polyrhachis wagneri
Polyrhachis wagneri är en myrart som beskrevs av Hugo Viehmeyer 1914. Polyrhachis wagneri ingår i släktet Polyrhachis och familjen myror. Inga underarter finns listade i Catalogue of Life.